# Rubem Biafora
Gervásio Rubem Biafora (São Paulo, 1922 — São Paulo, 1996) foi um cineasta e crítico de cinema brasileiro, considerado um dos mais importantes e influentes críticos de cinema do país.
Seu pai, Giovanni Biafora, era italiano. Sua mãe, Virginia Galiano, era filha de imigrantes italianos. Pelo lado materno era primo em primeiro grau do jornalista e dramaturgo Thalma de Oliveira. 
Ele ficou inicialmente conhecido por sua longa militância na crítica cinematográfica e por mais de 30 anos teve uma coluna semanal no jornal "O Estado de S.Paulo".
Em 1967, junto com o cineasta Astolfo Araújo ele fundou a Data Cinematográfica e como diretor realizou três filmes: Ravina em 1958; O Quarto em 1967 e A Casa das Tentações em 1975. Também trabalhou em televisão, sendo responsável pela criação do Capitão 7, um dos primeiros seriados da história da TV brasileira, exibido pela TV Record entre 1954 e 1956.